# 日々公表銘柄
日々公表銘柄（ひびこうひょうめいがら）とは、日本の証券取引所に上場されている銘柄のうち、信用取引による売買が過熱している銘柄について、取引の過度な利用を未然に防止するために、日本証券業協会が設けたガイドラインに従って、通常は週一回の信用取引残高の公表を毎日行うもの。過熱取引が沈静化すれば解除される。なお、資本金300億円以上の企業で信用取引残高を毎日公表する必要がないと思われる場合は適用除外される。